# Thorectes brullei
Thorectes brullei är en skalbaggsart som beskrevs av Henri Jekel 1865. Thorectes brullei ingår i släktet Thorectes och familjen tordyvlar.

## Underarter
Arten delas in i följande underarter:
- T. b. africanus
- T. b. creticus
- T. b. syriacus
- T. b. anatolicus